# Aechmea emmerichiae
Aechmea emmerichiae är en gräsväxtart som beskrevs av Elton Martinez Carvalho Leme. Aechmea emmerichiae ingår i släktet Aechmea och familjen Bromeliaceae. Inga underarter finns listade i Catalogue of Life.

## Bildgalleri

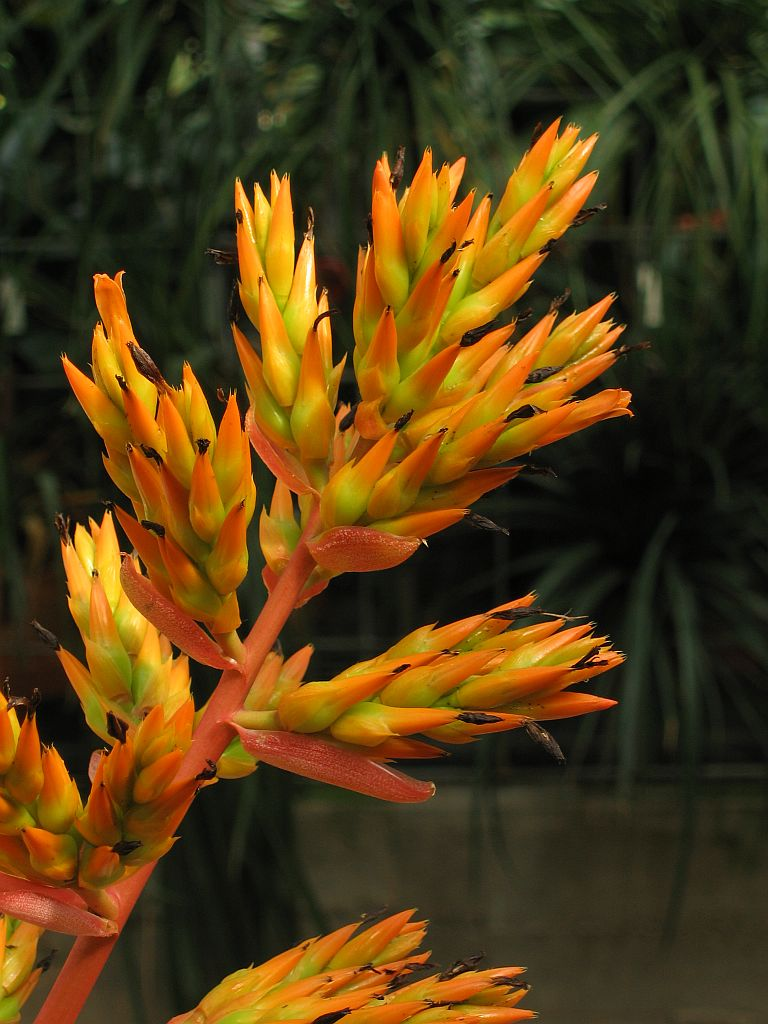